# Atea (Saragossa)
Atea ist ein spanischer Ort und eine Gemeinde (municipio) mit nur noch 136 Einwohnern (Stand: 2024) im Süden der Provinz Saragossa in der Autonomen Gemeinschaft Aragonien. Die Gemeinde gehört zur bevölkerungsarmen Serranía Celtibérica.

## Lage und Klima
Atea liegt ca. 100 km (Fahrtstrecke) südsüdwestlich der Provinzhauptstadt Saragossa in einer Höhe von ca. 840 m.
Ein jährlicher Niederschlag von 448 mm hat ein gemäßigtes Klima zur Folge.

## Bevölkerungsentwicklung
| Jahr      | 1970 | 1981 | 1991 | 2001 | 2011 | 2021 |
| Einwohner | 551  | 399  | 277  | 228  | 128  | 149  |

## Sehenswürdigkeiten
- Himmelfahrtskirche (Iglesia de la Asunción)

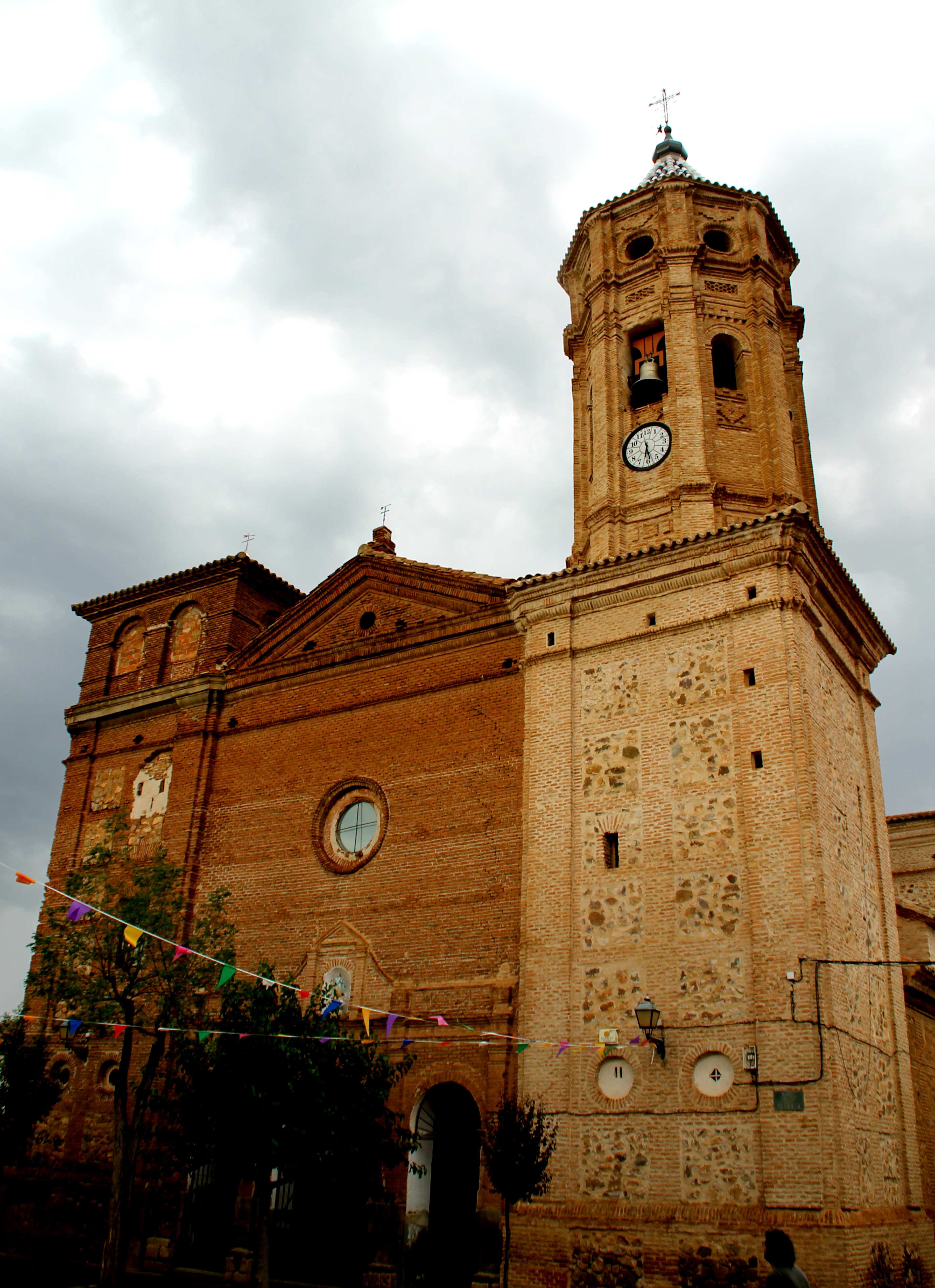
Himmelfahrtskirche